# 西谷尚徳
西谷 尚徳（にしたに ひさのり、1982年5月6日 - ）は、埼玉県久喜市出身の元プロ野球選手（内野手）。右投左打。現在は立正大学法学部准教授。

## 経歴

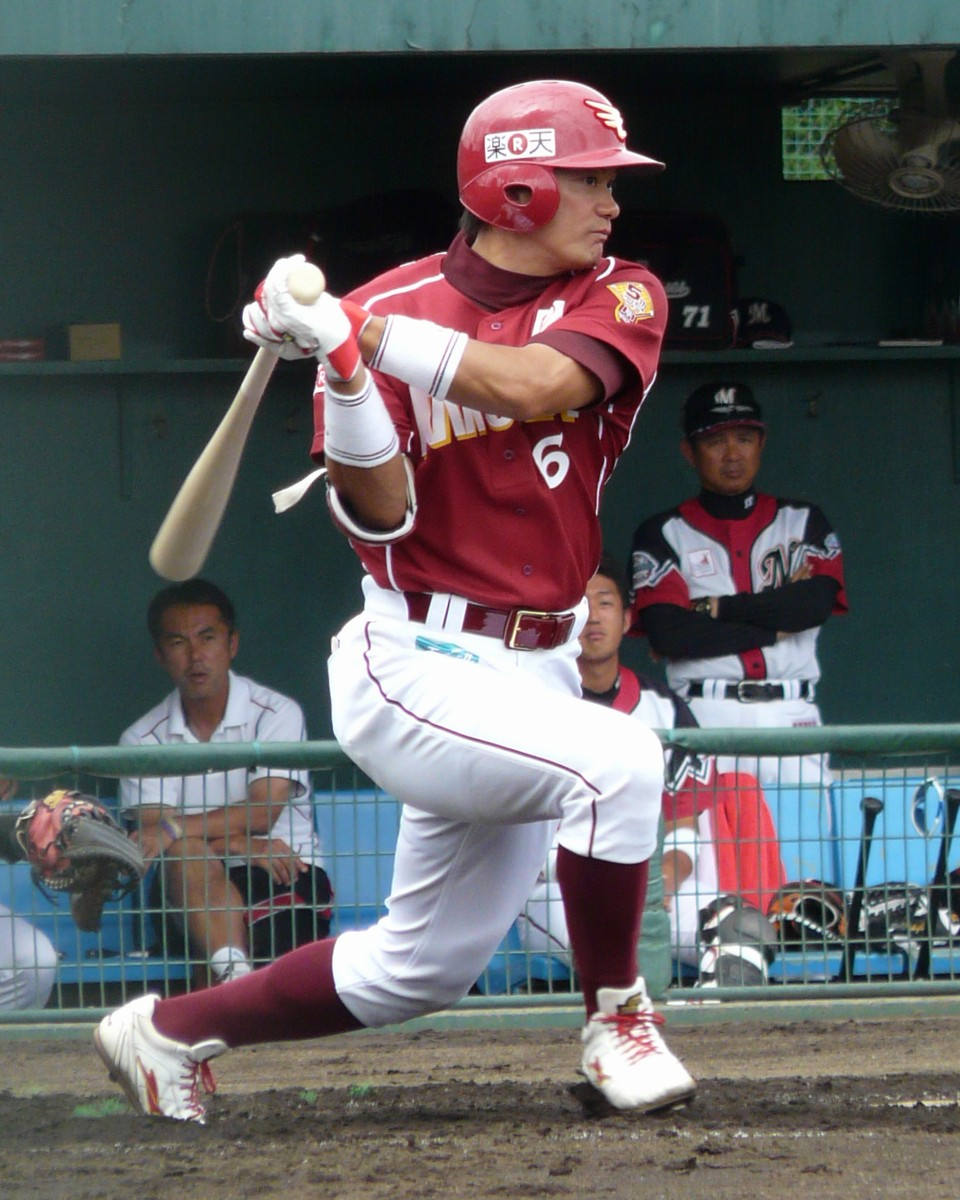
楽天時代（2009年8月24日、ロッテ浦和球場にて）

埼玉県立鷲宮高校出身。硬式野球部で甲子園に出場できなかったが、明治大学二部文学部にスポーツ推薦で入学する。
明治大学時代は2001年、1年次春に打率.417を記録して打撃成績リーグ2位に輝きベストナイン受賞。大学野球界に鮮烈なデビューを飾るも、左目眼底骨折と左前腕を骨折と2度の大怪我に見舞われる。そのため2年、3年時の成績は精彩を欠いたものだった。しかし2004年、主将を務めた4年次春に再び打率を4割に乗せる活躍で春・秋と続けてベストナインを受賞し、第33回日米大学野球のメンバーにも選出された。大学通算で74試合に出場し260打数79安打、打率.304, 3本塁打、27打点。
2004年のドラフト4巡目で東北楽天ゴールデンイーグルスに指名を受け入団。プロ生活では、実働2シーズンで通算16試合出場。50打数12安打7打点本塁打なし、打率.240であった。
2006年シーズン終盤、初めて一軍合流。主に三塁手として出場し、少ないチャンスながら結果を出した。同年11月10日、公式ブログを開設。「野球人としての『西谷』ではなく日常の『にしたに』のブログにしたい」とコメントした。
2007年3月、前年のフェニックスリーグ出場中に傷めた右肘の手術をした。リハビリに丸1年を要し、一・二軍を通じて公式戦には全く出場できなかった。2008年には復調し、イースタン・リーグで打率.342の好成績を残したが、一軍出場はなかった。
2009年、6月10日に約3年ぶりに一軍登録され、6月14日の横浜戦では先制のセーフティースクイズを決めるなど3打点の活躍でプロ入り初のヒーローインタビューを受けたが、その後は結果を残すことができず、11月2日に球団から戦力外通告を受ける。12球団合同トライアウトを受験し、その結果、阪神タイガースに育成選手として入団したが、2010年10月1日に再び戦力外通告を受け、そのまま現役を引退。
引退後は教師やホテルマン、大学教員などへの転身を視野に入れていた。高校の講師のオファーを受け、2011年4月より多摩大聖ケ丘高校で国語の教諭として勤務、同校中学の野球部でコーチとして指導した。また、明星大学大学院人文科学研究科教育学専攻修士課程を修了、明星大学で文章作成の授業を担当。2013年より立正大学で講師を務める。2018年4月に立正大学法学部法学科の准教授に就任。
なお近年大越基などの元プロ野球選手による野球部監督が相次いでいるが、当人は高校野球の指導者にはそれほど思い入れは強くなく純粋に教員になりたかったとのことである。このため、学生野球資格回復制度に基づく指導資格の研修受講を受けていないとみられる。

## 選手としての特徴・人物
俊足の内野手。小技もそつなくこなす。捕球、送球に難があるが守備範囲は広い。性格は練習熱心で真面目である。
明治大学では文学部文学科で、在学中に高校国語の教員免許を取得している。2006年オフに仙台市内の小学校を訪問。これは西谷の提案により授業に近い形で行われ、プロ野球選手が行うものとしては一風変わったものになった。3日がかりで作ったイラストボードを使用し、「気付くということの大切さ」「夢と目標」について子供たちの前で話した。また、2009年からはプロ野球選手のかたわら明星大学の修士課程（通信制）に入学していた。
プロ野球選手時代は日経新聞を愛読していた。

## 詳細情報

### 年度別打撃成績
| 年 度     | 球 団     | 試 合 | 打 席 | 打 数 | 得 点 | 安 打 | 二 塁 打 | 三 塁 打 | 本 塁 打 | 塁 打 | 打 点 | 盗 塁 | 盗 塁 死 | 犠 打 | 犠 飛 | 四 球 | 敬 遠 | 死 球 | 三 振 | 併 殺 打 | 打 率 | 出 塁 率 | 長 打 率 | O P S |
| --------- | --------- | ----- | ----- | ----- | ----- | ----- | -------- | -------- | -------- | ----- | ----- | ----- | -------- | ----- | ----- | ----- | ----- | ----- | ----- | -------- | ----- | -------- | -------- | ----- |
| 2006      | 楽天      | 10    | 32    | 28    | 2     | 10    | 2        | 0        | 0        | 12    | 4     | 0     | 0        | 3     | 0     | 1     | 0     | 0     | 2     | 0        | .357  | .379     | .429     | .808  |
| 2009      | 楽天      | 6     | 25    | 22    | 0     | 2     | 1        | 0        | 0        | 3     | 3     | 1     | 0        | 3     | 0     | 0     | 0     | 0     | 4     | 0        | .091  | .091     | .136     | .227  |
| 通算：2年 | 通算：2年 | 16    | 57    | 50    | 2     | 12    | 3        | 0        | 0        | 15    | 7     | 1     | 0        | 6     | 0     | 1     | 0     | 0     | 6     | 0        | .240  | .255     | .300     | .555  |

### 年度別守備成績
| 年 度 | 球 団 | 二塁  | 二塁  | 二塁  | 二塁  | 二塁  | 二塁     | 三塁  | 三塁  | 三塁  | 三塁  | 三塁  | 三塁     |
| 年 度 | 球 団 | 試 合 | 刺 殺 | 補 殺 | 失 策 | 併 殺 | 守 備 率 | 試 合 | 刺 殺 | 補 殺 | 失 策 | 併 殺 | 守 備 率 |
| ----- | ----- | ----- | ----- | ----- | ----- | ----- | -------- | ----- | ----- | ----- | ----- | ----- | -------- |
| 2006  | 楽天  | 4     | 5     | 7     | 0     | 1     | 1.000    | 8     | 3     | 11    | 2     | 0     | .875     |
| 2009  | 楽天  | 6     | 18    | 20    | 0     | 4     | 1.000    | -     | -     | -     | -     | -     | -        |
| 通算  | 通算  | 10    | 23    | 27    | 0     | 5     | 1.000    | 8     | 3     | 11    | 2     | 0     | .875     |

### 記録
- 初出場・初先発出場：2006年9月10日、対西武ライオンズ17回戦（インボイスSEIBUドーム）、9番・三塁手で先発出場
- 初打席：同上、2回表に西口文也から右飛
- 初安打：同上、8回表に山岸穣から左前安打
- 初打点：2006年9月12日、対千葉ロッテマリーンズ18回戦（千葉マリンスタジアム）、2回表に小林宏之から右前適時打
- 初盗塁：2009年6月14日、対横浜ベイスターズ4回戦（クリネックススタジアム宮城）、5回裏に二盗（投手：三浦大輔、捕手：細山田武史）

### 背番号
- 6 （2005年 - 2009年）[注 2]
- 127 （2010年）

## 関連情報

### 著書
- 『グリーンブックレット 国語表現〈1〉』（成文堂、2013年、ISBN 9784792392345）

### 関連書籍
- 『道を拓く：元プロ野球選手の転職』（長谷川晶一著、扶桑社、2024年10月、ISBN 9784594099077）